# Dimitris Domazos
Dimitris Domazos (grec: Μίμης Δομάζος)  (Atenes, 22 de gener de 1942 - Atenes, 24 de gener de 2025) fou un futbolista grec. És considerat per molts especialistes el millor futbolista grec de la història. Fou capità del Panathinaikos FC més de 15 anys. Es retirà el 1980, després de 21 anys al màxim nivell esportiu. Mimis fou el darrer portador de la torxa olímpica dels jocs d'Atenes 2004.

## Palmarès
- Lliga grega de futbol: 1960, 1961, 1962, 1964, 1965, 1969, 1970, 1972, 1977, 1979
- Copa grega de futbol: 1967, 1969, 1977
- Supercopa grega de futbol: 1970
- Copa Balcànica de clubs: 1978